# Sluncovka kalifornská

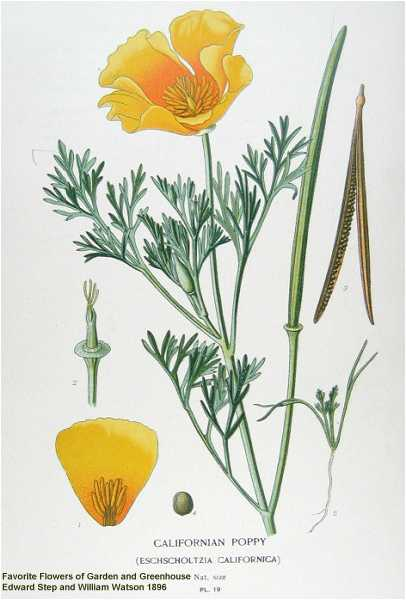
Nákres rostliny

Sluncovka kalifornská (Eschscholzia californica) je jednoletá až vytrvalá bylina teplých a suchých oblastí, která je pěstovaná pro výrazné květy a nenáročnost na půdu i péči. Pochází ze Severní Ameriky, přesněji z pacifických oblastí Spojených států a Mexika. Je emblémovou „státní“ rostlinou Kalifornie, kde 6. dubna slaví její den "California Poppy Day". Rodové jméno dostala na počest německého botanika prvé poloviny 19. století Eschscholtze.

## Ekologie
V místě původu je to dvouletá a velmi často vytrvalá rostlina, ve Střední Evropě jednoletá. Na úživnost půdy není náročná, nejvíce ji vyhovují slunná místa na suchých a kamenitých stráních nebo na okraji pouště, od mořského pobřeží až do nadmořské výšky 2000 m. Jako trvalka kvete již od února, jednoletka od června do října.

## Popis
Bylina s přímou nebo vystoupavou lodyhou vysokou 10 až 60 cm. Má několik modravě zelených, řapíkatých bazálních listů velkých 10 až 30 cm, jejich čepele jsou v obryse téměř kosočtverečné a dvakrát až třikrát lichozpeřené s čárkovitými úkrojky. Lodyžní listy jsou podobné bazálním, ale směrem výše se zmenšují a zkracují se jim řapíky. Při poranění roní lodyhy bezbarvou tekutinu. Rostlina má kůlovitý kořen náchylný na poškození při přesazování.
Oboupohlavné květy na 5 až 15 cm dlouhých stopkách mají tvar malých košíčků s průměrem 6 až 8 cm, jsou dlouhotrvající a rostou jednotlivě z paždí listů. Mají dvoulistý, nahoře srostlý kalich který brzy opadává. Koruna je tvořena ze čtyř 3 cm velkých, krémových, žlutých, červených nebo oranžových plátků, které bývají na spodu oranžově skvrnité. V květu jsou dále četné tyčinky (více než 40) s vláknitými nitkami a žlutými prašníky a svrchní, podlouhlý semeník se čtyřmi nestejně dlouhými čnělkami. Po opylení ze semeníku vyroste úzká, válcovitá, 5 až 7 cm dlouhá tobolka, která se otevírá dvěma chlopněmi a obsahuje tmavohnědá, kulatá, drsná semena o průměru 1,5 mm. Ploidie druhu je 2n = 12.

## Rozmnožování
Rozmnožuje se semeny, která se na podzim (koncem září) nebo na jaře (počátkem dubna) vysejí na půdu. Rostliny velmi špatně snáší přesazování a proto je nutno je sít na stanoviště, kde požadujeme její růst. Rovněž se spolehlivě množí samovýsevem.

## Význam
Pěstuje se jako zahradní letnička, která kvete jen za slunného dne, květy se otevírají kolem 10. hodiny a okolo 16. hodiny se již zavírají. Květy mívají rozličné barvy, krémovou, růžovou, žlutou, oranžovou, karmínovou nebo fialovou. Původní druh má květy jednoduché, jsou však vyšlechtěny i plnokvěté kultivary. Rostliny pěstované v Evropě pod názvem Eschscholzia californica jsou křížencem různých poddruhů.
Sluncovka kalifornská obsahuje v pletivu bezbarvý latex, který má mírné analgetické a hypnotické, diuretické i spasmolytické účinky podobné působení máku. Indiáni a první přišedši evropští obyvatelé kvetoucí rostliny žvýkali při bolestech zubů, vařili z nich nálevy a uspávali jimi děti, používali pro uvolnění křečí i k léčbě mnoha vnitřních nemocí. Listy také kouřili nebo jedli vařené či pražené na horkých kamenech. Požitím nebo kouřením bylina vyvolává mírně euforické účinky podobné jako u marihuany, není ale pravděpodobně návyková.
Rostlina je dále zdrojem různých isochinolinových alkaloidů, které jsou potenciálně využitelné jako inhibitory cholinesterázy, enzymů podílejících se na vzniku neurodegenerativních onemocnění centrální nervové soustavy, jako jsou Alzheimerova a Parkinsonova nemoc. Odborné kruhy nyní zkoumají, jak látek izolovaných ze sluncovek využít pro praktickou léčbu.

## Galerie

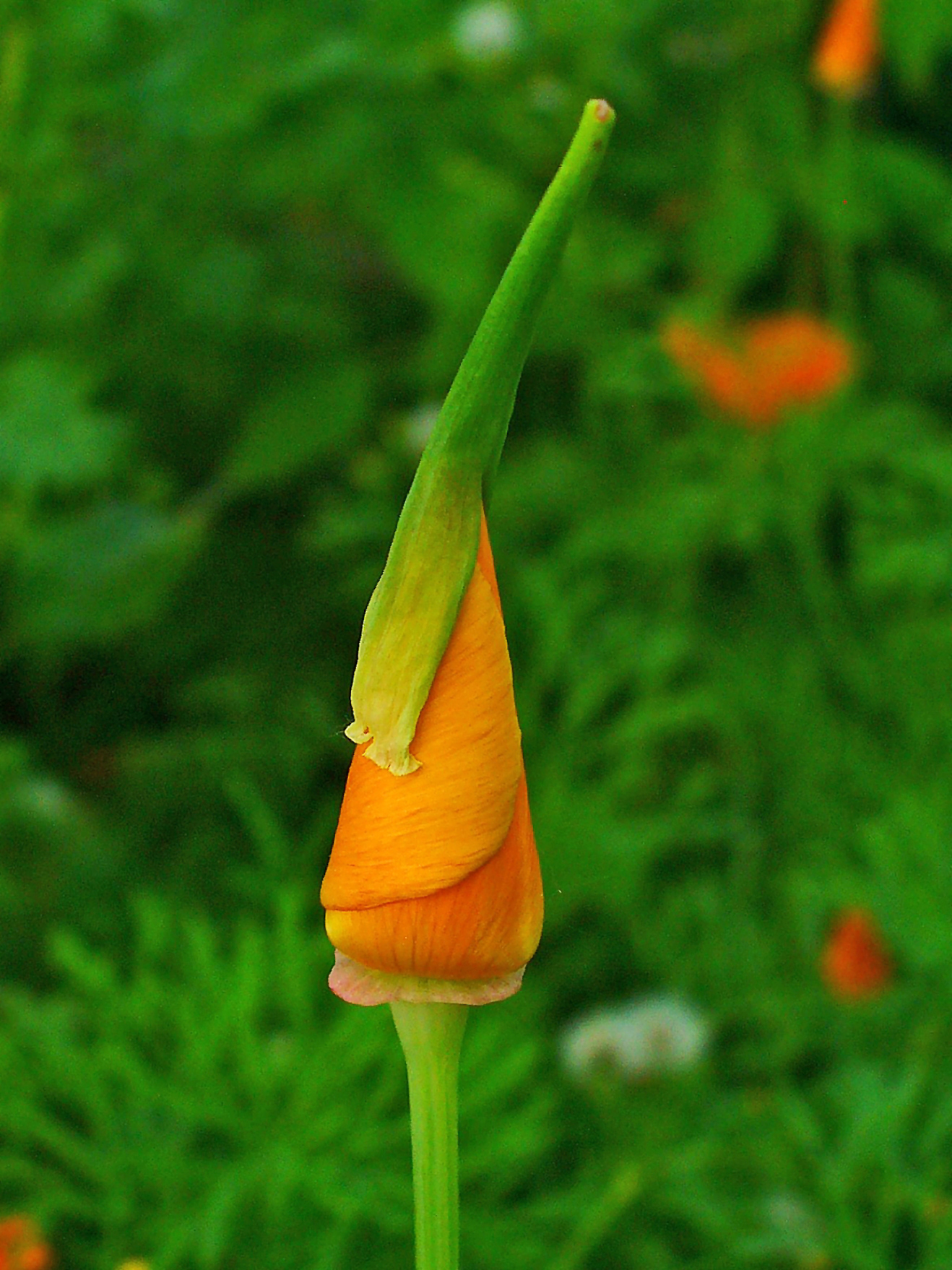
Květní pupen
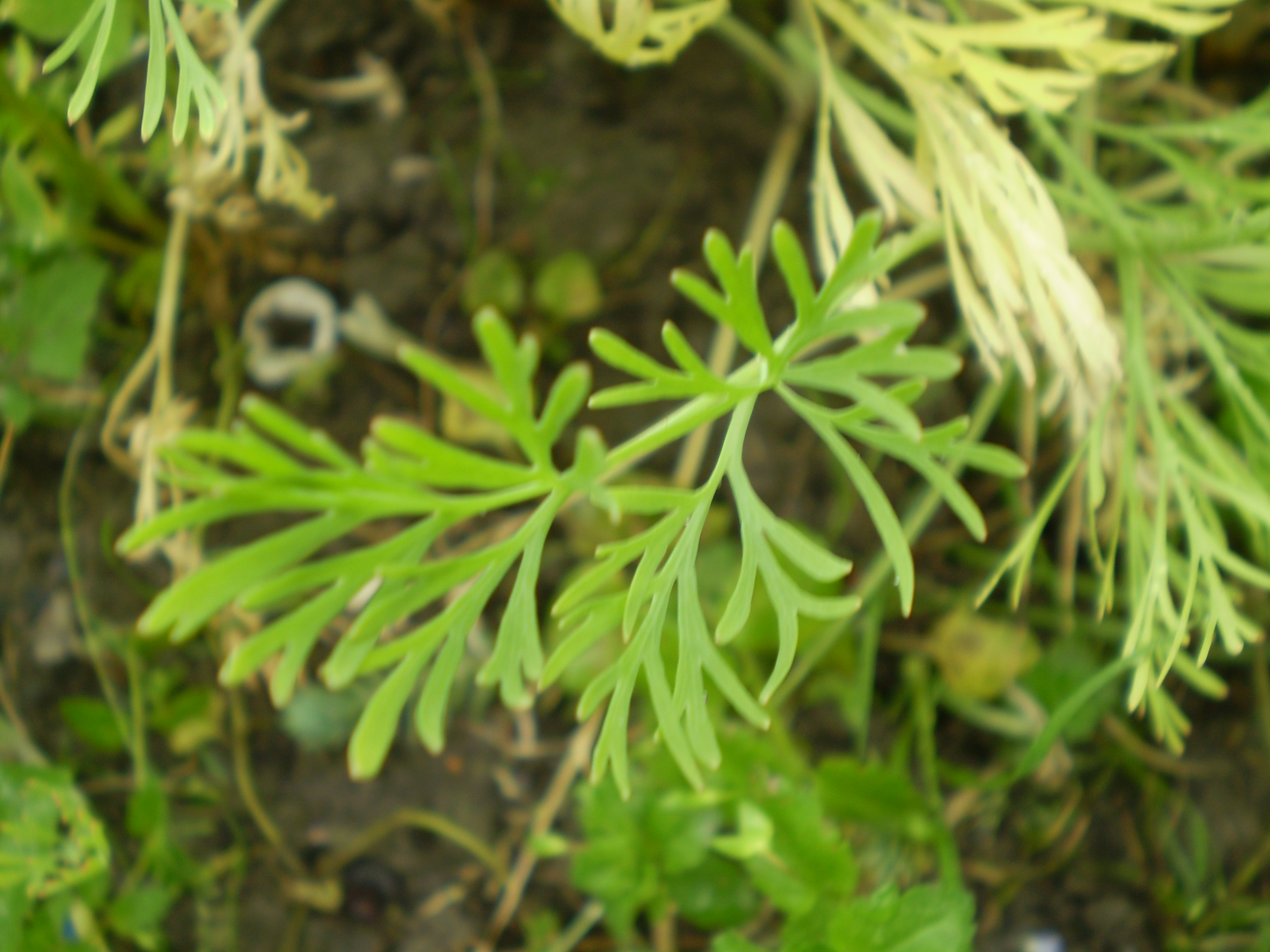
List
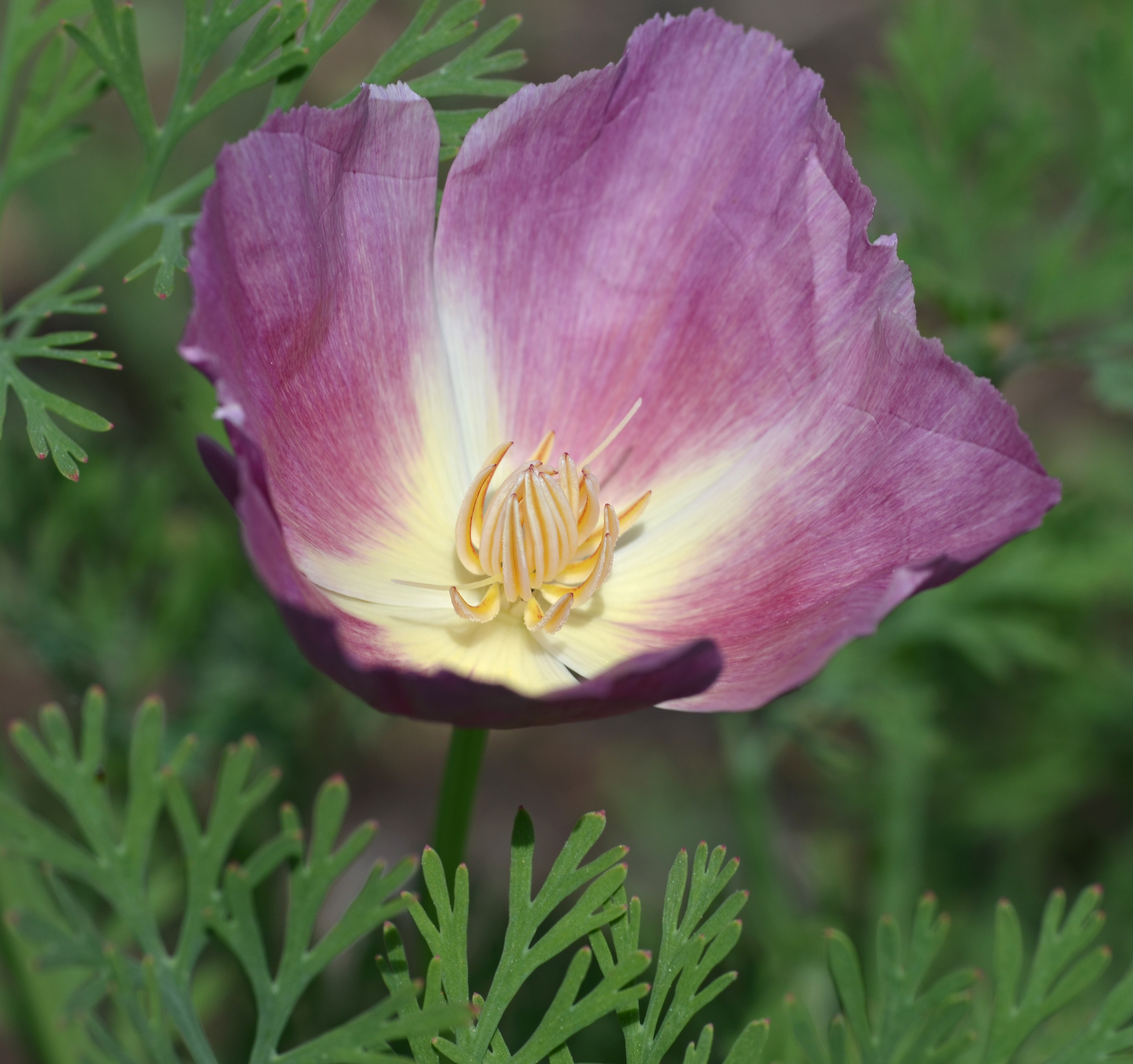
Barevný kultivar 'Purple Gleam'
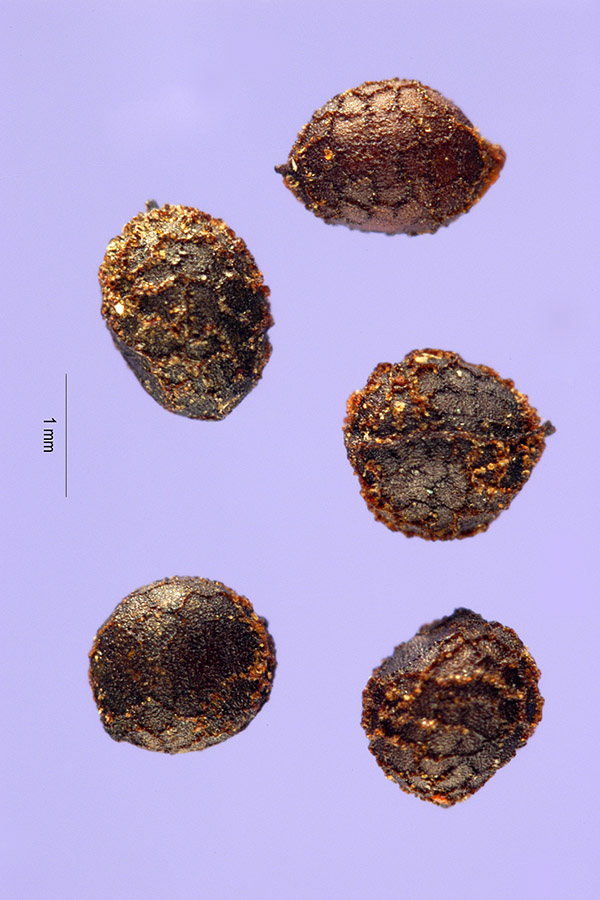
Semena